# 认识逻辑
认识逻辑是关心与知识有关的推理的模态逻辑子领域。(认识这个词的希腊语是 Episteme)。它应用于哲学、计算机科学、人工智能和其他领域。
认识逻辑的基本模态算子通常写为 K，它可以读做“有人知道...”，“...在认识上是必然的”，或“不...与已知相矛盾”。如果有多于一个的其知识要被表现的代理者(agent)，可以向这个算子附加下标(Ka, Kb, etc.)来指示谈论的是哪个代理者。
认识逻辑与真势模态逻辑共享某些特征。例如模式 T， 
{\displaystyle \Box \phi \rightarrow \phi },
陈述必然的事物是真的，这好像是正确的。它的认识版本是
{\displaystyle K\phi \rightarrow \phi },
陈述某知识为“已知”是真，这好像同样是正确的。在另一方面，很多在真势模态逻辑中似是而非的公式在按知识来解释的时候就更加可疑了。例如模式 4，
{\displaystyle \Box \phi \rightarrow \Box \Box \phi },
当把方框解释为“...(在形而上学上)是必然的”的时候好像是似是而非的。它的知识版本
{\displaystyle K\phi \rightarrow KK\phi },
陈述如果一个代理者知道某事，则他知道他知道这个事情，这不是个很明显的一个原理。
认识逻辑的早期提议者包括E. J. Lemmon和雅各·辛提卡。